# Лихачёва, Галина Вадимовна
Гали́на Вадимовна Лихачева (род. 15 июля 1977) — российская конькобежка, бронзовый призёр  зимних Олимпийских игр 2006 года, участница зимних Олимпийских игр 2010 года, заслуженный мастер спорта России (2006 год). 3-кратная чемпионка России на отдельных дистанциях, 15-кратная призёр чемпионата России.

## Биография
Галина Лихачева начала заниматься в 1986 году, во 2-м классе, в конькобежной секции школы №11 города Свердловска под руководством тренера-преподавателя Татьяны Александровны Сучковой в ДЮСШ "Буревестник, УПИ". Она участвовала в городских и областных соревнованиях, где становилась победительницей и призёром. Позже перешла тренироваться в ФСО «Динамо». В 1991 году поступила в 9 класс УОР №1 и тренировалась под руководством тренера-преподавателя Щёголевой Л.И. В 1993 году выполнила норматив мастера спорта.
В 1994 году окончила училище Олимпийского резерва и перешла тренироваться к тренеру-преподавателю Борису Мирошникову в ДЮСШ №9 спортивного комбината «Юность» при управлении образования Администрации города Екатеринбурга. Уже в декабре 1995 года участвовала в чемпионате России. В 1997 году на Юношеских играх северной Европы завоевала золотую медаль в забеге на 1500 м. В 1998 году выполнила норматив мастера спорта международного класса. 
В сезоне 1998/99 вошла в состав сборной России и дебютировала на Кубке мира. В 2002 году не прошла квалификацию на Олимпиаду 2002 года, заняв 6-е места в забегах на 1000 и 1500 м. В 2003 году дебютировала на чемпионате мира на отдельных дистанциях в Берлине, где заняла лучшее 11-е место в забеге на 5000 м. В сезоне 2003/04 впервые выиграла бронзовую медаль на чемпионате России в многоборье.
В январе 2004 года на дебютном чемпионате Европы в Херенвене заняла 12-е место в сумме многоборья, а на чемпионате мира в Хамаре стала 19-й в многоборье. В марте на чемпионате России впервые выиграла "золото" на дистанции 3000 м. В сезоне 2004/05 участвовала на зимней Универсиаде в Инсбруке и завоевала бронзовую медаль в забеге на 3000 м.
В марте 2005 года на чемпионате мира на отдельных дистанциях в Инцелле поднялась на 4-е место в командной гонке. В 2006 году на зимних Олимпийских играх в Турине участвовала в командной гонке и выиграла бронзовую медаль. По результатам выступления на Олимпиаде ей было  присвоено звание "Заслуженный мастер спорта России".
Два следующие сезона Галина не показывала тех результатов, которых от неё ждали. В 2008 году заняла 2-е место на чемпионате России в многоборье и на чемпионате мира в Берлине заняла только 16-е место, а на чемпионате Европы стала 12-й. В 2009 году вновь стала чемпионкой России на дистанции 3000 м В сезоне 2009/10 с партнёршами заняла 1-е в командной гонке на этапе Кубка мира в Солт-Лейк-Сити и установили рекорд России с результатом 2.57,18 сек.
В феврале 2010 года на зимних Олимпийских играх в Ванкувере заняла 7-е место в командной гонке и 20-е на дистанции 3000 м. В сезоне 2010/11 Лихачева участвовала только в национальных соревнованиях, заняв 2-е и 3-е место соответственно на дистанциях 3000 и 1500 м. В 2011 году решила завершила карьеру, однако вернулась в 2014 году, но не добившись результатов на чемпионате и кубке России ушла из спорта в начале 2016 года.

## Личная жизнь
Галина Лихачева в 2003 году окончила Уральский государственный технический университет в Екатеринбурге на факультете физической культуры по специальности "Преподаватель по физической культуре и спорту". С января 2003 года работала спортсменом-инструктором СДЮСШОР «Юность». С 2012 года работала методистом в УОР Екатеринбурга.

## Награды и звания
- Медаль ордена "За заслуги перед Отечеством" II степени - За большой вклад в развитие физической культуры и спорта, высокие спортивные достижения (2007)[9]